# جوش بيتمان
جوش بيتمان (بالإسبانية: Joshua Pittman)‏ مواليد 14 يوليو 1976 في وينستون-سالم، هو لاعب كرة سلة أمريكي سابق. بدأ مسيرته الاحترافية في سنة 1998. يبلغ طوله 6 قدم 6 بوصة (2.0 م). اعتزل اللعب في 2014.

## المسيرة الاحترافية
لعب مع بينارول دي مار ديل بلاتا في الدوري الأرجنتيني من سنة 1998 إلى 2002، ثم لعب مع كويلمس دي مار ديل بلاتا في سنة 2003، ثم لعب مع أسوسيان ديبورتيفا أتيناس في الدوري الأرجنتيني في موسم 2003–2004، ثم لعب مع بينارول دي مار ديل بلاتا في سنة 2005، ثم لعب مع بينارول دي مار ديل بلاتا في الدوري الأرجنتيني في موسم 2006–2007، ثم لعب مع ليبرتاد دي سونتشاليس في سنة 2007.

## روابط خارجية
- جوش بيتمان على موقع كرة السلة الأوروبية.كوم (الإنجليزية)
- جوش بيتمان على موقع كلية كرة السلة في سبورتس رفرنس.كوم (الإنجليزية)
- جوش بيتمان على موقع ريلجم (الإنجليزية)
- جوش بيتمان على موقع بروبوليرز (الإنجليزية)